# In the Presence of Nothing
In the Presence of Nothing (1992) è il primo album della band statunitense Lilys del musicista Kurt Heasley.
Il titolo dell'album è un riferimento ai Velvet Crush, che avevano pubblicato l'anno precedente un album dal titolo In The Presence of Greatness.
La registrazione dei brani fu effettuata da Heasley con il supporto di membri dei gruppi musicali Velocity Girl, The Ropers e Suddenly, Tammy!. L'influenza dei primi My Bloody Valentine nel suono del gruppo è evidente, tanto da spingere il critico Jason Ankeny su AllMusic a considerare quest'album "il seguito di Loveless che i My Bloody Valentine non hanno mai fatto".

## Tracce
1. There's No Such Thing as Black Orchids (Lilys) - 5:14
2. Elizabeth Colour Wheel (Lilys) - 6:58
3. Collider (Lilys) - 4:20
4. Tone Bender (Lilys) - 3:16
5. Periscope (Lilys) - 5:14
6. It Does Nothing for Me (Lilys) - 4:08
7. Snowblinder (Lilys) - 4:34
8. The Way Snowflakes Fall (Lilys) - 12:09
9. Threw a Day (Lilys)
10. Claire Hates Me (Lilys) - 3:44

## Formazione
- Kurt Heasley - chitarre, voce
- Archie Moore - chitarre
- Harold "Bear" Evans - batteria
- Mike Hammel - batteria
- Ken Heitmueller - cori
- Beth Sorrentino - cori
- Jay Sorrentino - cori